# Dziennik Departamentowy Łomżyński
Dziennik Departamentowy Łomżyński – periodyk urzędowy wydawany i drukowany w Łomży w czasach Księstwa Warszawskiego. 

## Historia
Pomysłodawcą i założycielem czasopisma był prefekt departamentu łomżyńskiego hrabia Jan Lasocki. 30 grudnia 1811 wydał urządzenie Prefekturalne względem dziennika departamentowego, skierowane do wszystkich podprefektów omawiające zasady jego publikowania. W celu publikacji dziennika sprowadził do Łomży z Płocka drukarnię Antoniego Lenteckiego.  
Z założenia był to tygodnik mający ukazywać się w każdą sobotę, o objętości od jednego do półtora arkusza. Finalnie liczba stron wahała się od 4 do 16. Pierwszy numer ukazał się 1 stycznia 1812, ostatni 19 grudnia 1812. Po wznowieniu wydawania czasopisma od 15 października 1815 tytuł zmieniono na Dziennik Urzędowy Departamentu Łomżyńskiego. Ostatni numer pod tym tytułem ukazał się 21 września 1816.  
W ciągu numeracji czasopisma (pod nr 53) 28 września 1816 opublikowano jedyny numer Dziennika Woiewództwa Augustowskiego, który zawierał informację o przejściu z administracji prefekturalnej na wojewódzką oraz pożegnanie od ustępującego prefekta łomżyńskiego. 
Po likwidacji departamentu łomżyńskiego i utworzeniu z jego terenów województwa augustowskiego rolę czasopisma urzędowego przejął Dziennik Urzędowy Województwa Augustowskiego.  

## Treść
Publikowano treść obowiązującego prawa (m.in. ustaw rządowych, urządzeń administracyjnych, sądowych, skarbowych) z interpretacją jego wykonania. Możliwość publikacji ogłoszeń miały osoby prywatne po uiszczeniu odpowiedniej opłaty. Z czasem zaczęto publikować również fragmenty utworów literackich, teksty historyczne czy opisy uroczystości (np. obchodów urodzin Napoleona Bonaparte). W Dzienniku publikowane były również listy gończe czy tabele kursu walut.

## Cena
Koszt prenumeraty wynosił 16 złotych rozłożonych na kwartalne raty po 4 złote, płatne z wyprzedzeniem. Zaprenumerowane numery kierowane miały być z Łomży do miasta powiatowego bądź do najbliższej prenumeratorom placówki poczty.